# 杨西林
杨西林（1918年10月—1988年10月21日），男，陕西宜君人，中华人民共和国政治人物，曾任青海省高级人民法院院长，中共青海省委宣传部部长、组织部部长，青海省人大常委会副主任。